# Charles Duncan Michener
Charles Duncan Michener (Pasadena (California), 22 de septiembre de 1918 – Lawrence (Kansas), 1 de noviembre de 2015) fue un entomólogo estadounidense. Especializado en abejas, su magnum opus fue The Bees of the World publicado en 2000.

## Biografía
La mayor parte de su carrera la dedicó a identificar y clasificar la historia natural de las abejas. Su primera publicación revisada por pares fue en 1934, a la edad de 16 años. Recibió el título de entomología en 1941, en la Universidad de Berkeley. Estuvo en California hasta 1942, cuando se convirtió en curador asistente de Lepidoptera en el Museo Americano de Historia Natural de Nueva York.
En 1944 publicó una clasificación para abejas que pronto fue adoptada en todo el mundo, y estuvo en uso hasta 1995, cuando fue el coautor de una clasificación. Desde 1943 a 1946, Michener también fue primer teniente y capitán en la United States Army Sanitary Corps, donde investigó las enfermedades transmitidas por insectos y describió el ciclo de vida del ácaro de la cosecha común.
Michener se incorporó a la Universidad de Kansas en 1948 como profesor asociado de entomología. Fue jefe del Departamento de Entomología desde 1949 hasta 1961, y por segunda vez entre 1972 y 1975. Se le fue otorgada la Beca Guggenheim en 1955, y nuevamente en 1966. Entre otros premios y galardones, destaca la de Profesor Distinguido Watkins Distinguished en 1958, el Programa Fulbright en Australia en 1958, la elección como miembro de la Academia Nacional de Ciencias en 1965, y de director del Museo Entomológico Snow (ahora parte de la Museo de Historia Natural de la Universidad de Kansas) en 1974. En febrero de 2001, la Association of American Publishers le dio el prestigioso Premio R.R. Hawkins por la Referencia Profesional Sobresaliente o Trabajo Académico de 2000 a la obra de Michener, The Bees of the World.
Su investigación en la evolución social de la Halictidae en la década de los 60 ayudó a preparar el escenario para la revolución sociobiología de la década de los 70, con E. O. Wilson basándose en gran medida en los conceptos de Michener con respecto a los caminos de la vida solitaria a la altamente social.
Junto con sus actividades de investigación y docencia, Michener fue editor de los periódicos académicos Evolution de (1962-1964), la Annual Review of Ecology and Systematics (1970-1985), y como editor en Estados Unidos de la Insectes Sociaux de 1954 a 1955 y posteriormente en 1970 a 1985. También ejerció como presidente de la Sociedad Entomológica de Kansas en 1950, presidente de la Society for the Study of Evolution en 1967, de la Society of Systematic Zoology en 1968 y de la Sociedad Estadounidense de Naturalistas en 1978. En 1977 ejerció un tiempo como presidente de la Unión Internacional de Estudio de los Insectos Sociales donde organiozó el noveno Congreso Internacional en 1982. También fue miembro honorario de la Academia Brasileña de Ciencias. En el momento de su retiro en 1989, Michener había publicado unos 340 articles y libros, sobre todo de la biología de las abejas. Ese mismo año, se inició un fondo con la Asociación de Dotación de la Universidad de Kansas para una serie de conferencias científicas en nombre de Michener. Continuó publicando hasta 2015.